# Opel Signum
 (septembre 2023).
Si vous disposez d'ouvrages ou d'articles de référence ou si vous connaissez des sites web de qualité traitant du thème abordé ici, merci de compléter l'article en donnant les références utiles à sa vérifiabilité et en les liant à la section « Notes et références ».
L'Opel Signum est une voiture produite par le constructeur allemand Opel. Elle prend la base d'une Opel Vectra C où la longueur est raccourcie. Produite entre 2003 et 2008, elle a remplacé l'Opel Omega et a précédé l'Opel Insignia. Elle a été restylée en 2005.

## Motorisations
| Moteur         | Disposition | Puissance max.        | Couple max.                      | Années de production | Remarques                  |
| -------------- | ----------- | --------------------- | -------------------------------- | -------------------- | -------------------------- |
| Z18XE 1.8 16V  | l4          | 120 ch à 6 000 tr/min | 167 N m à 3 800 tr/min           | 2003-2005            |                            |
| Z18XER 1.8 16V | l4          | 140 ch à 6 400 tr/min | 175 N m à 3 800 tr/min           | 2005-2008            |                            |
| Z20NET 2.0 16V | l4          | 175 ch à 5 500 tr/min | 265 N m entre 2 500–3 800 tr/min | 2003-2008            | Turbo                      |
| Z22YH 2.2 16V  | l4          | 155 ch à 5 600 tr/min | 220 N m à 3 800 tr/min           | 2003-2008            | Injection directe (Direct) |
| Z28NEL 2.8 24V | V6          | 230 ch à 5 500 tr/min | 330 N m entre 1 800–4 800 tr/min | 2005-2006            | Turbo                      |
| Z28NET 2.8 24V | V6          | 250 ch à 5 500 tr/min | 350 N m entre 1 800–4 800 tr/min | 2006-2008            | Turbo                      |
| Z32SE 3.2 24V  | V6          | 211 ch à 6 200 tr/min | 300 N m à 4 000 tr/min           | 2003-2005            |                            |

| Moteur         | Disposition | Puissance max.        | Couple max.                      | Années de production | Remarques |
| -------------- | ----------- | --------------------- | -------------------------------- | -------------------- | --------- |
| Z19DTL 1.9 8V  | l4          | 98 ch à 4 000 tr/min  | 260 N m entre 1 700–2 500 tr/min | 2005-2008            | CDTI      |
| Z19DT 1.9 8V   | l4          | 120 ch à 4 000 tr/min | 280 N m entre 2 000–2 750 tr/min | 2004-2008            | CDTI      |
| Z19DTH 1.9 16V | l4          | 150 ch à 4 000 tr/min | 320 N m entre 2 000–2 750 tr/min | 2004-2008            | CDTI      |
| Y20DTH 2.0 16V | l4          | 100 ch à 3 750 tr/min | 230 N m entre 1 500–2 500 tr/min | 2003-2004            | DTI       |
| Y22DTR 2.2 16V | l4          | 125 ch à 3 250 tr/min | 280 N m entre 1 500–2 500 tr/min | 2003-2004            | DTI       |
| Y30DT 3.0 24V  | V6          | 177 ch à 4 000 tr/min | 370 N m entre 1 900–2 800 tr/min | 2003-2005            | CDTI      |
| Y30DT 3.0 24V  | V6          | 184 ch à 4 000 tr/min | 400 N m entre 1 900–2 700 tr/min | 2005-2008            | CDTI      |

Présentée comme le vaisseau amiral de la gamme Opel, la Signum n'est pas un véritable modèle à part comme l'est la Renault Vel Satis par rapport à la Laguna II ou la Peugeot 607 à la 406. Au contraire, elle découle directement de la familiale Vectra dont elle reprend la partie avant dans son intégralité. Celle-ci se revendique haut de gamme de par son positionnement stylistique particulier.  Il s'agit d'une bicorps à la chute de pavillon raide, semblable à celle d'un break. Mais la Signum n'est pas à considérer comme un break de fait de son porte-à-faux arrière court, son absence de custode et le fait qu'il s'agisse d'un raccourcissement et non d'un rallongement de la Vectra, qui par ailleurs, dispose déjà d'une variante break. A cheval entre une conservatrice Peugeot 607 et une -très- originale Renault Vel Satis qui divise l'opinion quant à son design, la Signum présente des proportions étonnantes dans sa catégorie, mais sous un stylisme général très sage.
L'habitacle est repris de la Vectra C. La Signum se distingue par un espace habitable très généreux et une console arrière multifonction optionnelle, façon limousine.
Les chiffres de vente de l'Opel Signum ne sont pas connus, mais celle-ci est considéré comme un échec commercial. Sa parenté avec la Vectra et son positionnement curieux (au-dessus dans la gamme, mais plus courte) la discréditaient de ses prétentions haut de gamme et l'ont contrainte à une carrière discrète. La Signum n'aura pas de remplaçante directe, l'Insignia, qui prendra la relève de la Vectra, ne proposant pas de carrosserie similaire.

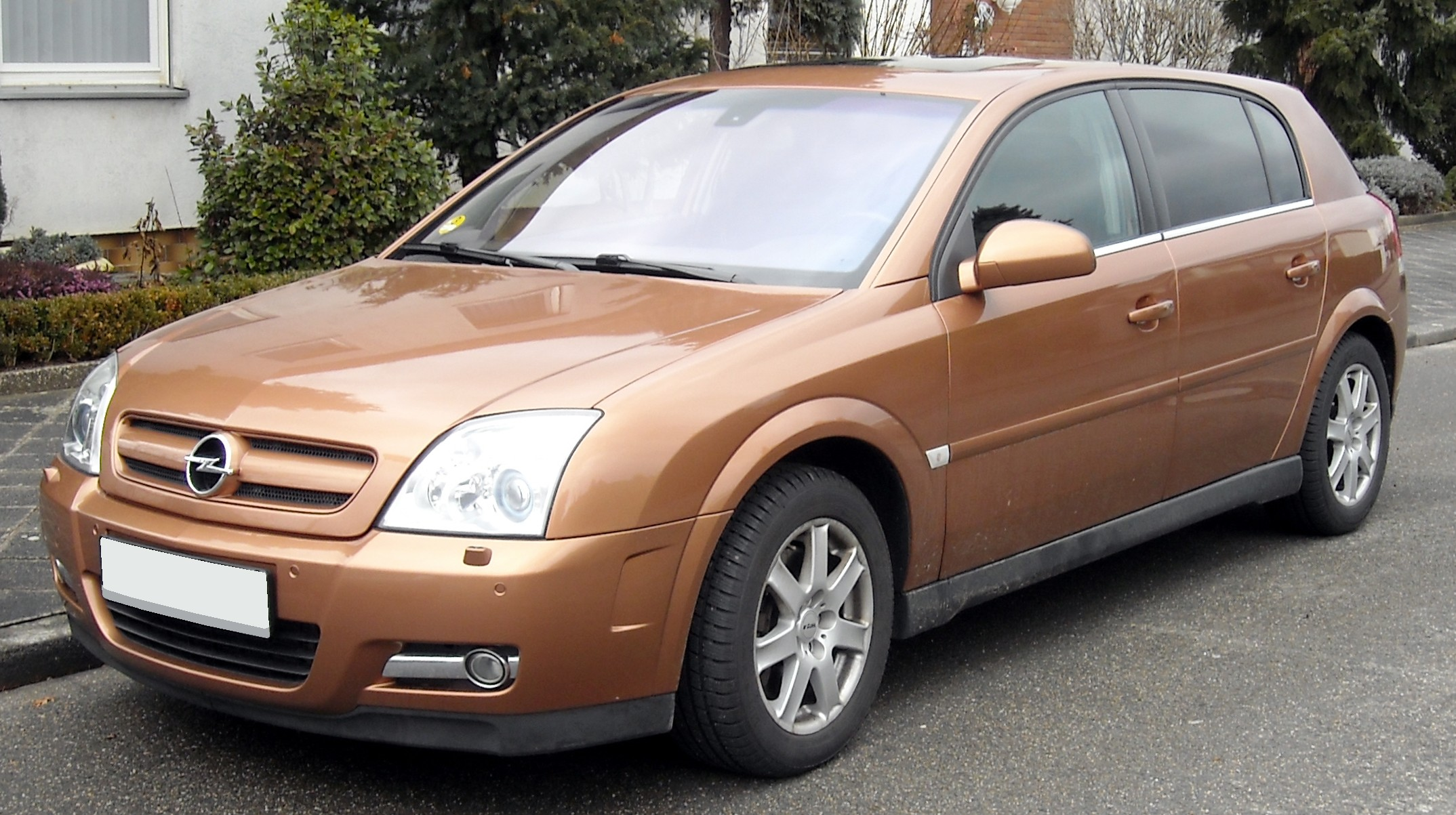
Une Signum phase I (2003-2005)
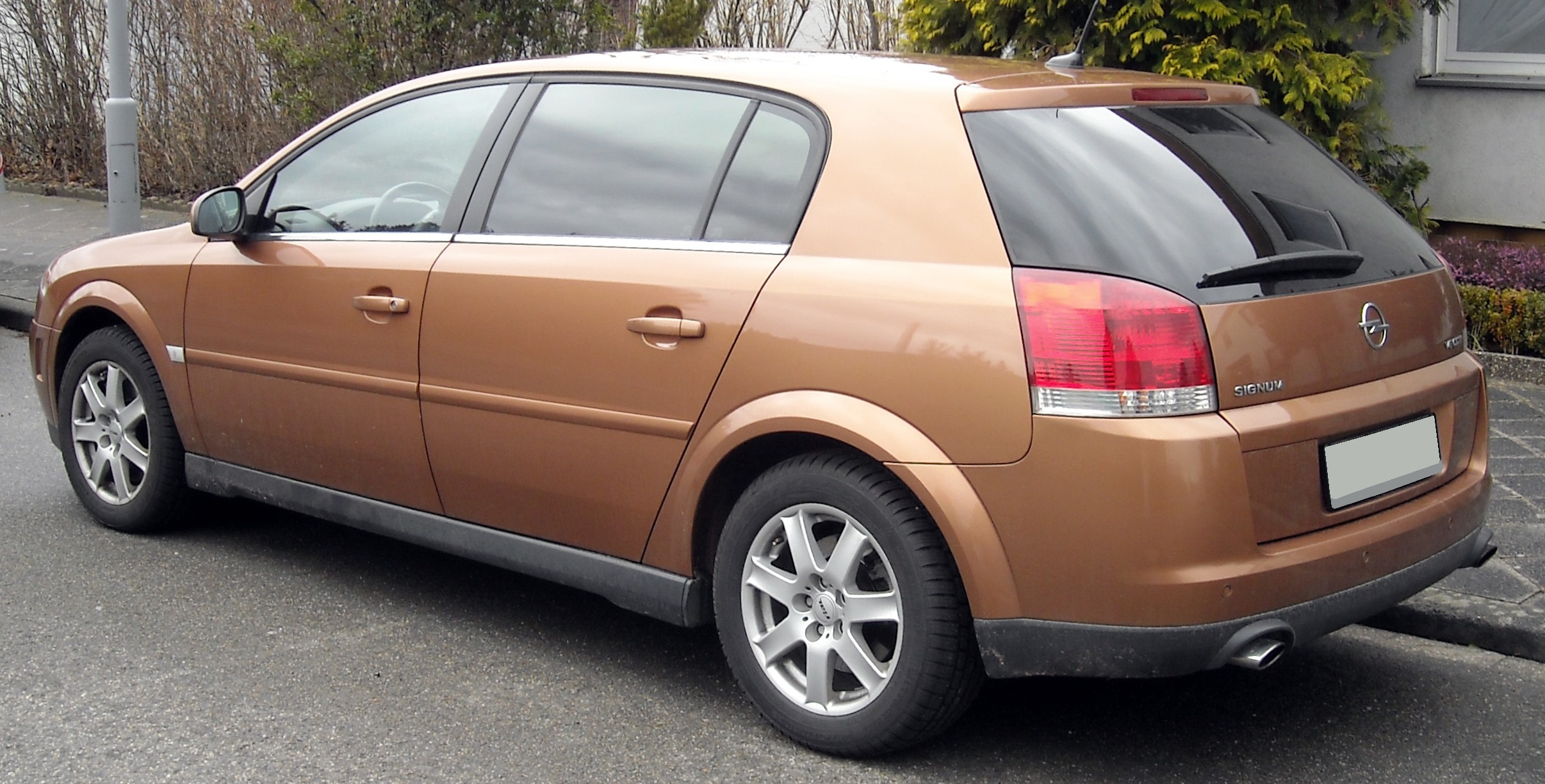
Arrière d'une Signum phase I
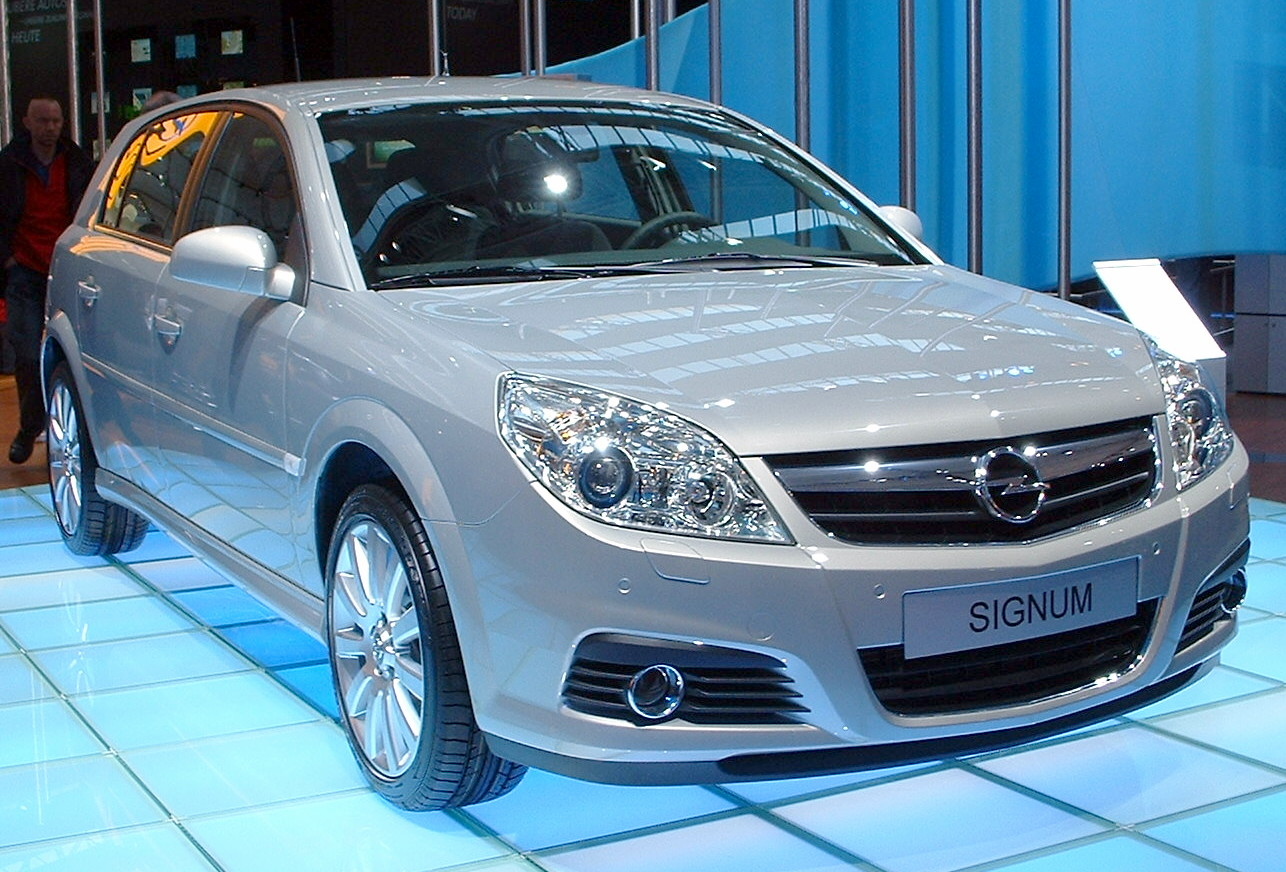
Une Signum phase II (2005-2008)
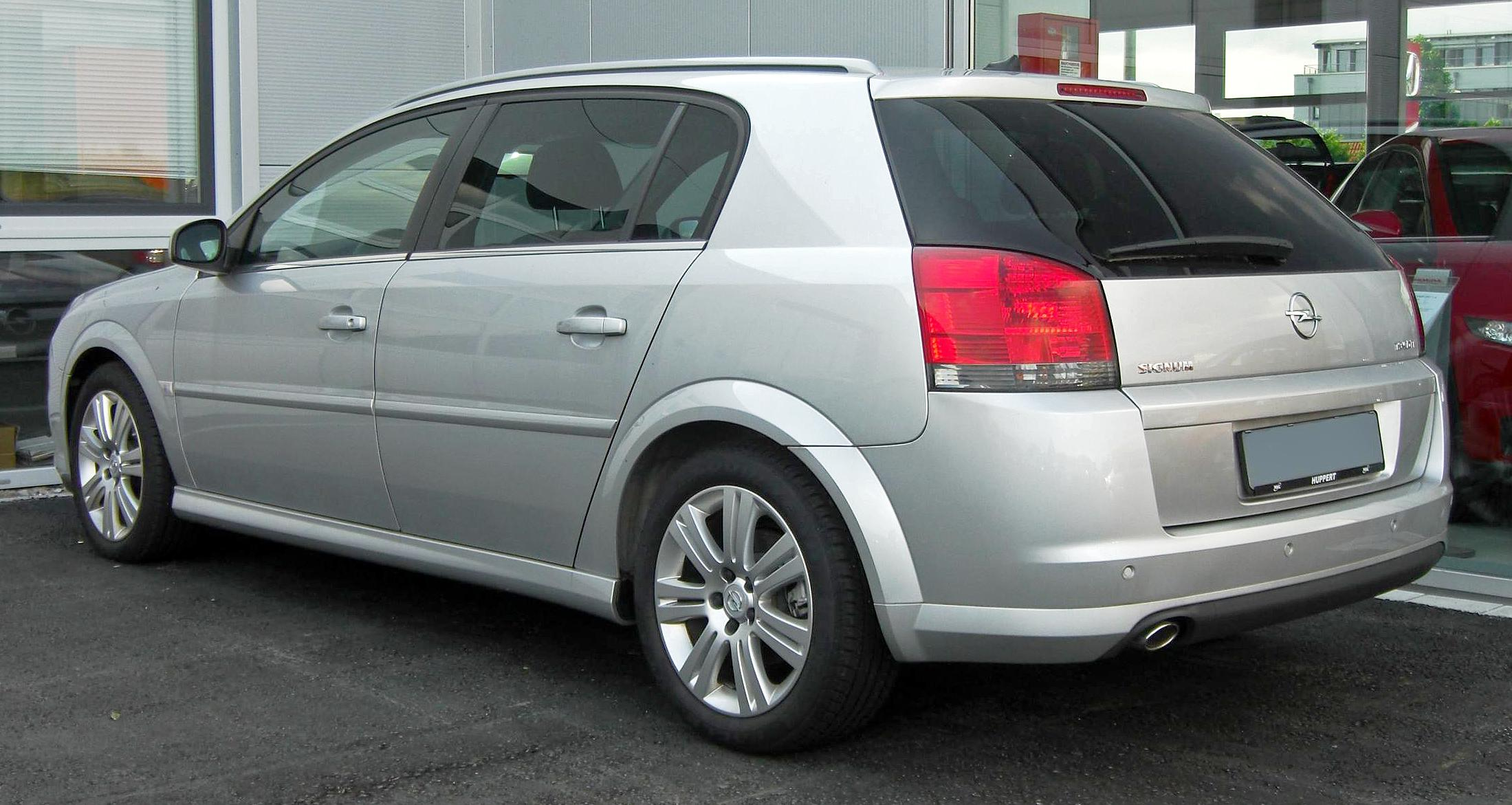
Arrière d'une Signum phase II
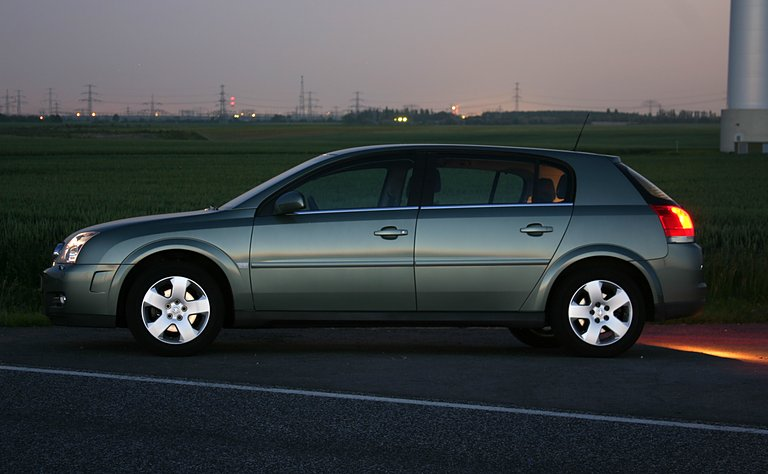
Vue Latérale d'une Signum phase I